# Tony Thorpe
Anthony Thorpe, plus connu sous le nom de Tony Thorpe (né le 10 avril 1974 à Leicester dans le Leicestershire), est un joueur de football anglais qui évoluait au poste d'attaquant.

## Palmarès
| Luton Town - Championnat d'Angleterre D3 : - Meilleur buteur : 1996-97 (28 buts). |  | Queens Park Rangers - Championnat d'Angleterre D3 : - Vice-champion : 2003-04. |  | Stevenage Borough - FA Trophy (1) : - Vainqueur : 2006-07. |